# Thomas Calderwood Stephenson
Pour les articles homonymes, voir Calderwood et Stephenson.
Thomas Calderwood Stephenson est un ornithologue américain, né en 1876 et mort le 24 novembre 1948 à Sioux City (Iowa).

## Biographie
Diplômé en médecine, il préfère se consacrer à la biologie et accepte une chaire de biologie au Morningside College de Sioux City. Il occupera ce poste durant 40 ans jusqu'en 1946. Il fait, durant seize ans, des stages d’été où il initie ses étudiants à l’observation des oiseaux dans leur environnement naturel.
De 1914 à 1916, il est président du Wilson Ornithological Club et fait partie d’autres sociétés savantes comme l’Iowa Academy of Sciences et l’American Ornithologists' Union, ainsi que plusieurs autres organisation ornithologiques. En 1925, Stephenson remplace Lynds Jones (1865-1951) à la tête de la revue ornithologique, le Wilson Bulletin, fonction qu’il occupera jusqu'en 1938.
Stephenson fait paraître environ 75 publications sur les oiseaux dont An Annotated Bibliography of South Dakota Ornithology (1945).

## Liste partielle des publications
- 1917 : Bird records during the past winter, 1916-1917, in northwestern Iowa, Proceedings of the Iowa Academy of Science, volume XXIV : 199-258.
- 1918 : Bird records of the past winter, 1917-1918, in the upper Missouri Valley, Proceedings of the Iowa Academy of Science, volume XXV : 71-84.
- 1919 : Birds and bird study (Iowa Conservation) — reprise de quatre articles de l’Iowa Conservation magazine.
- 1920 : Bird records of the past two winters, 1918-1920, in the upper Missouri Valley, Proceedings of the Iowa Academy of Science : 395-407.
- 1930 : Bird records of two winters, 1920-1922, in the upper Missouri Valley, Proceedings of the Iowa Academy of Science, XXXVII : 357-366.

## Source
- Arlie William Schorger (1966). Obituary, Wilson Bulletin (Wilson Ornithological Society) (The), 61 (2) : 126.  (ISSN 0043-5643)